# Caenagnathoidea
Super-famille
Caenagnathoidea (« formes de mâchoire récentes ») est une super-famille de dinosaures théropodes. Ils vivaient durant la période du Crétacé dans ce que sont maintenant l'Asie et l'Amérique du Nord. Ils se distinguent par leurs crânes courts avec un bec ressemblant à celui des perroquets, et souvent des crêtes osseuses au sommet de la tête. Leur taille varie entre celle de Caudipteryx d'environ 90 cm de long, et celle de Gigantoraptor, atteignant 8 mètres de long pour une masse de 1,4 tonne.